# Lathyrus filiformis
Lathyrus filiformis är en ärtväxtart som först beskrevs av Jean-Baptiste de Lamarck, och fick sitt nu gällande namn av Claude Gay. Lathyrus filiformis ingår i släktet vialer, och familjen ärtväxter. Utöver nominatformen finns också underarten L. f. filiformis.